# ポクロフスキー大聖堂 (ハルキウ)
ポクロフスキー大聖堂（ポクロフスキーだいせいどう、Покровський собор、正式名称：生神女庇護大聖堂、Собор Покрови Пресвятої Богородиці）は、ウクライナのハルキウに所在する正教会の大聖堂である。ポクロフスキー修道院の構成施設の一つであり、生神女庇護祭に献じられている。この大聖堂は、ハルキウ要塞の17世紀の建造物の中で現存する唯一の遺構である。

## 歴史
ポクロフスキー大聖堂は、1689年にコサックによって石造で建設された。これは、1659年から存在していた木造の生神女庇護聖堂に代わるもので、当時ハルキウ要塞の北壁近く、境界の外に位置していた。同年、アブラアム府主教によって聖別された。

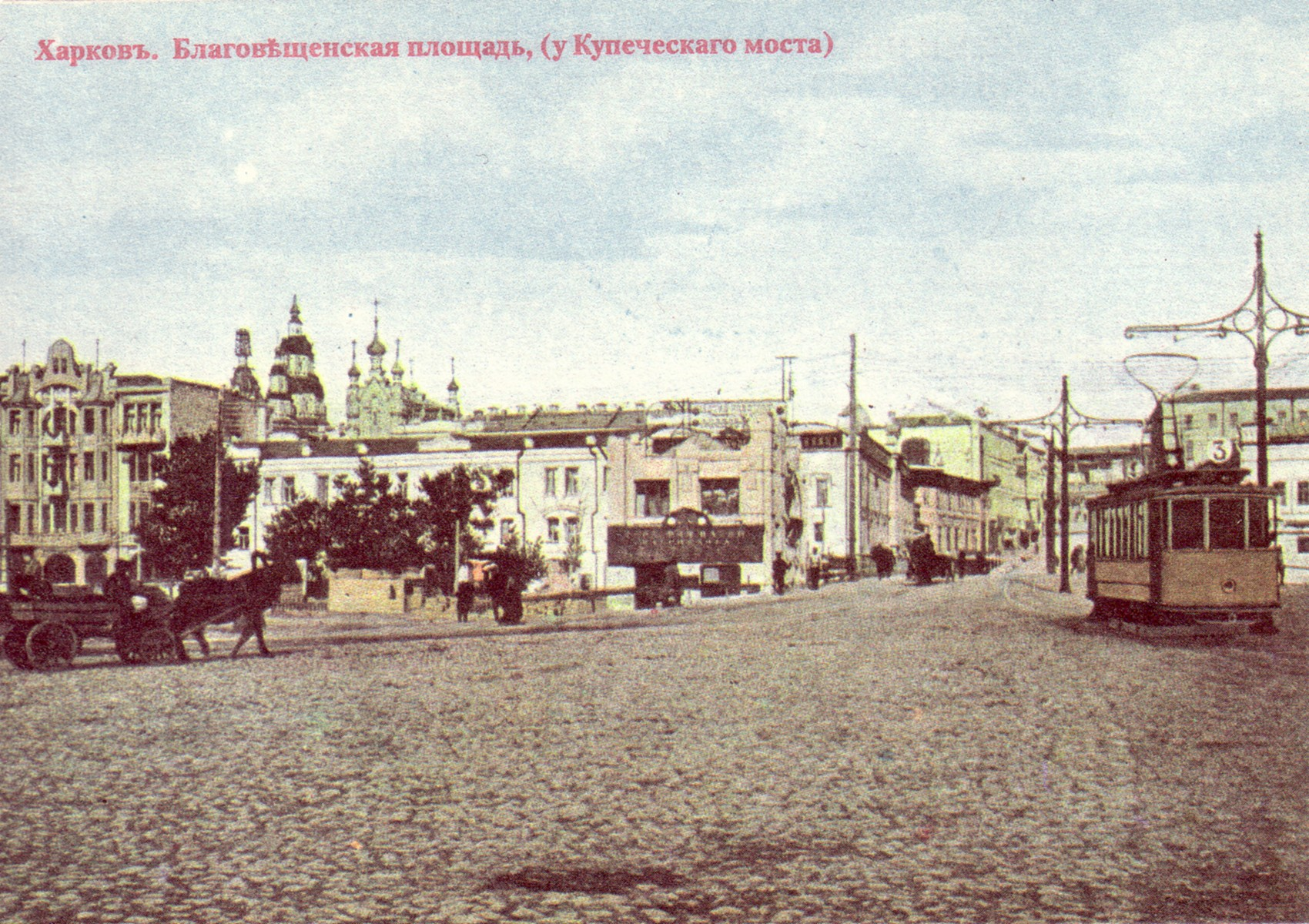
クペチェスキー橋とクペチェスキー坂から見たポクロフスキー大聖堂（左）。1900年代

- 1726年、ベルゴロド主教エピファニー・ティホルスキーとスロボダ・ウクライナ総督ミハイル・ゴリツィンの提唱により、ハリコフ・コレギウム（ウクライナ語版）（左岸ウクライナ初の高等教育機関）を有する聖ポクロフスキー男子修道院が設立された[3]。これに伴い、1729年からポクロフスキー大聖堂は修道院およびコレギウムの聖堂となり、改修や装飾が施され、教会用品が整備された[1]。
- 1732年、鐘楼に重さ1.6トンの鐘が設置された[2]。
- 1799年から1846年まで、ポクロフスキー大聖堂はハルキウの主教座聖堂として機能した[4]。
- 19世紀から20世紀初頭にかけて、聖堂は装飾や修理、整備の工事が繰り返し行われた[2]。
- 1920年代、ソビエト政権下で聖堂は閉鎖され、荒廃が進んだ[5]。
- 1950年代に外観の修復が試みられ、1960年代には聖堂と鐘楼の間にギャラリーを設ける当初の姿への修復計画が策定された。聖堂と鐘楼の間の食堂や主教館、オゼリャンスク聖堂への通路が解体されたが、修復作業は中断され、聖堂は改築まで足場が組まれた状態で放置された[2]。
- 1992年、聖堂は聖ポクロフスキー修道院の建築群とともにウクライナ正教会に返還された[5]。
- ポクロフスキー大聖堂は、ブラゴヴィーシェンスキー大聖堂、ウスペンシキー大聖堂 (ハルキウ)（ウクライナ語版）とともに、ハルキウの「黄金の三角形」を構成する[6]。

## 建築
ポクロフスキー大聖堂は、17世紀後半のウクライナ・バロック建築の貴重な例である。ウクライナの民俗建築に起源を持ち、木造三分割式聖堂の構造を石造でほぼ完全に再現している。専門家は、この聖堂が木造建築の理念と石造建築の融合を示すと評価する。外観は軽快で優美であり、遠くから見ると3本のろうそくが並んでいるように見える。3つの塔は地面から独立し、上に向かって細くなる調和のとれた構成を持つ。中央の八角形の塔（8.5×10 m）の東に五角形の至聖所（4×6 m）、西にバビネツ（拝廊、6×5 m）が接する。中央塔の地面から十字架までの高さは45メートルである。聖堂は2階建てで、下階は冬用の温かい聖堂、上階は夏用の冷たい聖堂として設計されている。上階は下階の構造をほぼ繰り返す。1階は開かれたアーケードで囲まれ、その上に上階の床高で外周の歩廊が設けられている。ファサードは化粧飾り、半円柱、コーニスで豊かに装飾され、荘厳な外観と調和のとれた内装が特徴である。

## 評価
ウクライナ建築の研究者G・M・ロングヴィンは、ポクロフスキー大聖堂について次のように述べている：
| ｢ウクライナの石造建築には、これほどまでに内部空間の高さを鮮やかに表現した建物は他にない。｣ |
| —text2                                                                                     |